# Mahmoud K. Muftić
Mahmoud Kamal Muftić (poznat i kao Mahmut Kemal Muftić, Sarajevo, 14. siječnja 1919. – oko 1971.) bio je bosansko-muslimanski biomedicinski istraživač i politički aktivist tijekom Hladnog rata. Djelovao je u Europi i na Bliskom istoku, kombinirajući znanstveni rad u mikrobiologiji, enzimologiji i farmakologiji s političkim aktivnostima povezanim s panislamizmom i antikomunističkim pokretima u egzilu.
Blisko je surađivao sa Saidom Ramadanom i imao važnu ulogu u povezivanju Muslimanskog bratstva s hrvatskom dijasporom. Bavio se i nekonvencionalnim temama poput hipnoze, psihosomatske medicine i fenomena aure.
Živio je u egzilu i radio u Egiptu, Iraku, Saudijskoj Arabiji, Gazi, Zapadnoj Njemačkoj, Švicarskoj i Ujedinjenom Kraljevstvu. Prema izdanju World Who’s Who in Science iz 1968., Muftić je 1944. diplomirao medicinu na Sveučilištu u Zagrebu. Bio je povezan s Hrvatskim narodnim otporom i Muslimanskim bratstvom te je pisao o politici i religiji pod različitim pseudonimima. Umro je naglo oko 1971. godine.